# 中村彰彦
中村 彰彦（なかむら あきひこ、1949年6月23日 - ）は、日本の小説家。本名は加藤 保栄（かとう やすえい）。

## 経歴
栃木県栃木市出身。栃木県立宇都宮高等学校卒業、東北大学文学部国文科在学中に『風船ガムの海』で第34回文學界新人賞佳作入選（加藤保栄名義）。
大学卒業後の1973年から1991年まで文藝春秋に編集者として勤務し、お茶の水女子大学教授・外山滋比古、産業能率大学教授・安本美典らに勧められて文章論、小説論を執筆・発表、のち作家に転じた。
『週刊文春』『諸君!』『オール讀物』『別冊文藝春秋』の各編集部および文藝出版部次長を歴任。
1987年、『明治新選組』で第10回エンタテインメント小説大賞を受賞。1991年より執筆活動に専念する。1993年、『五左衛門坂の敵討』で第1回中山義秀文学賞を、1994年、『二つの山河』で第111回（1994年上半期）直木賞を、2005年には『落花は枝に還らずとも』で第24回新田次郎文学賞を受賞する。2015年には第4回歴史時代作家クラブ賞の実績功労賞を受賞。2020年から下野新聞「新春しもつけ文芸／短編小説」の選考委員。
主に、歴史小説・時代小説を中心に執筆している。会津関係の著作が多く、星亮一とともに会津観光史学の一翼を担っている。日本文藝家協会評議員、憂国忌代表世話人、会津史学会会員、会津親善大使、伊那市ふるさと大使。

## 著書
- 『決断!新選組』ダイナミックセラーズ 1985 のち「新選組全史」角川文庫、文春文庫
- 『激闘!新選組』ダイナミックセラーズ 1987
- 『明治新選組』新人物往来社 1989  のち角川文庫、光文社文庫
- 『鬼官兵衛烈風録』新人物往来社 1991  のち角川文庫、歴史春秋出版から大幅に加筆されたのち日経文芸文庫
- 『乱世の主役と脇役』聖文社 1991  のち文春文庫
- 『五左衛門坂の敵討』新人物往来社 1992  のち角川文庫
- 『保科肥後守お耳帖』双葉社 1993  のち角川文庫、実業之日本社文庫（完本）
- 『その名は町野主水』新人物往来社 1993  のち角川文庫
- 『遊撃隊始末』文藝春秋 1993  のち文庫 「脱藩大名・林忠崇の戊辰戦争　徳川のために決起した男」ワック
- 『会津藩主・松平容保は朝敵にあらず』新人物往来社 1994  のち中公文庫
- 『二つの山河』文藝春秋 1994  のち文庫
- 『竜馬伝説を追え』世界文化社 1994  のち学陽書房・人物文庫
- 『闘将伝　小説立見鑑三郎』双葉社 1994  のち角川文庫、「闘将伝 小説立見尚文」文春文庫
- 『覆された日本史 俗説・妄説に埋もれた史実を再検証』日本文芸社 1995　のち「幕末を読み直す」「戦国時代の「裏」を読む」PHP文庫
- 『保科正之 徳川将軍家を支えた会津藩主』中公新書 1995　中公文庫 2006
- 『槍弾正の逆襲』PHP研究所 1995  のち角川文庫(短編集)
- 『保科肥後守お袖帖』実業之日本社 1995  のち角川文庫
- 『明治忠臣蔵』双葉社 1995  のち角川文庫
- 『名剣士と照姫さま』徳間書店 1995  のち文庫
- 『眉山は哭く』文藝春秋 1995  「恋形見」角川文庫
- 『明治無頼伝』新人物往来社 1996  のち角川文庫、PHP文芸文庫　（斎藤一を描く）
- 『名君保科正之 歴史の群像』文春文庫 1996
- 『禁じられた敵討』文藝春秋 1996  のち文庫
- 『海将伝』角川書店 1996  のち文庫、「海将伝 小説島村速雄」文春文庫
- 『修理さま雪は』新潮社 1996  のち中公文庫
- 『保科正之言行録  仁心無私の政治家』中公新書 1997 中公文庫 2008
- 『乱世に生きる 歴史の群像』読売新聞社 1997  のち中公文庫
- 『名君の碑　保科正之の生涯』文藝春秋 1998  のち文庫
- 『侍たちの海 小説伊東祐亨』読売新聞社 1998  のち角川文庫
- 『豪姫夢幻』角川書店 1999  のち文庫
- 『還らざる者たち 余滴の日本史』角川書店 1999  
  - 「義に生きるか裏切るか 名将がいて、愚者がいた」講談社文庫 2012（上記書と編著「明治を駆けぬけた女たち」を再編・改題版）
- 『名君と暗君と 歴史の交差点』ダイヤモンド社 1999
- 『柳生最後の日』徳間書店 1999  のち文庫
- 『烈士と呼ばれる男 森田必勝の物語』文藝春秋 2000  のち文庫、「三島事件もう一人の主役」ワック文庫(2015/11/11)
- 『脱藩大名の戊辰戦争 上総請西藩主・林忠崇の生涯』中公新書 2000
- 『いつの日か還る 新選組伍長島田魁伝』実業之日本社 2000  のち文春文庫
- 『関ヶ原合戦秘められた真相』中公文庫 2000
- 『逆風に生きる 山川家の兄弟』角川書店 2000 のち「山川家の兄弟」人物文庫。山川浩・山川健次郎
- 『中村彰彦集』げんだい時代小説　リブリオ出版 2000
- 『加賀百万石の智恵　歴史よもやま話』日本放送出版協会 2001
- 『白虎隊』文春新書 2001
- 『新選組秘帖』新人物往来社 2002  のち文春文庫
- 『史談・信長に仕える苦労 歴史の交差点』ダイヤモンド社 2002
- 『桶狭間の勇士』文藝春秋 2003  のち文庫
- 『知恵伊豆に聞け』実業之日本社 2003  のち文春文庫
- 『若君御謀反』角川書店 2003  のち文庫
- 『新選組紀行』文春新書 2003　のち「増補決定版 新選組紀行」PHP文庫
- 『幕末入門』中央公論新社 2003  のち文庫
- 『名将がいて、愚者がいた』講談社 2004  のち文庫
- 『敵は微塵弾正』実業之日本社 2004 のち徳間文庫
- 『捜魂記 藩学の志を訪ねて』文藝春秋 2004 「全国藩校紀行 日本人の精神の原点を訪ねて」PHP文庫
- 『落花は枝に還らずとも 会津藩士・秋月悌次郎』中央公論新社 2004  のち文庫
- 『軍艦「甲鉄」始末』新人物往来社 2005　のち文庫
- 『知恵伊豆と呼ばれた男 老中松平信綱の生涯』講談社 2005  のち文庫
- 『座頭市から新選組まで 歴史浪漫紀行』双葉文庫 2005
- 『異能の勝者 歴史に見る「非常の才」』集英社 2006 のち「歴史に見る勝つリーダー」文春文庫
- 『北風の軍師たち』中央公論新社 2006  のち文庫
- 『会津武士道 侍たちは何のために生きたのか』PHP研究所 2007　のち文庫
- 『天保暴れ奉行（上下） 気骨の幕臣矢部定謙』実業之日本社 2007　のち中央公論新社
- 『東に名臣あり 家老列伝』文藝春秋 2007　のち文庫
- 『われに千里の思いあり 風雲児・前田利常 快男児・前田光高 名君・前田綱紀』文藝春秋 2008‐09、文春文庫　2011
- 『会津のこころ 優しく烈しく美しく』日新報道 2009　PHP文庫　2013
- 『名将と名臣の条件』中央公論新社 2009、中公文庫　2012
- 『慈悲の名君 保科正之』角川選書 2010
- 『戊辰転々録』角川学芸出版 2010 中公文庫、2014
- 『花ならば花咲かん 会津藩家老田中玄宰』PHP研究所　2011、PHP文芸文庫 2013
- 『幕末維新史の定説を斬る 坂本竜馬 松平容保 孝明天皇』講談社　2011 のち文庫
- 『跡を濁さず 家老列伝』文藝春秋　2011、文春文庫　2014
- 『真田三代風雲録』実業之日本社　2012　のち文庫
- 『幕末会津の女たち、男たち 山本八重よ銃をとれ』文藝春秋　2012
- 『保科正之 民を救った天下の副将軍』洋泉社歴史新書ｙ 2012
- 『乱世の名将 治世の名臣』講談社　2012 のち文庫
- 『会津論語』PHP文庫 2013
- 『武士たちの作法　戦国から幕末へ』光文社 2013　のち文庫
- 『ある幕臣の戊辰戦争　剣士伊庭八郎の生涯』中公新書 2014
- 『会津の怪談』廣済堂出版 2014
- 『戦国はるかなれど 堀尾吉晴の生涯』光文社 2015 のち文庫
- 『名城伝(アンソロジー)』角川春樹事務所 2015/10
- 『決闘！ 関ヶ原(アンソロジー)』実業之日本社文庫 2015/08/01
- 『疾風に折れぬ花あり 信玄息女松姫の一生』PHP研究所 2016 のち中公文庫
- 『なぜ会津は希代の雄藩になったか 名家老・田中玄宰の挑戦』PHP新書 2016
- 『血闘！新選組(アンソロジー)』実業之日本社文庫 2016/1/30
- 『歴史の坂道 戦国・幕末余話』中公新書ラクレ 2017
- 『智将は敵に学び愚将は身内を妬む』ワック 2017
- 『中村彰彦史伝シリーズ 歴史の裏に真あり』自由社

1、熊本城物語 加藤家三代、細川家十二代、そして西南戦争　2017
2、保科正之 博愛と果断の大名政治家　2017
- 『幕末「遊撃隊」隊長人見勝太郎 徳川脱藩・剣客隊士の死闘と華麗なる転身』洋泉社 2017
- 『幕末史　かく流れゆく』中央公論新社 2018
- 『幕末維新改メ』晶文社 2018
- 『維新再考「官軍」の虚と「賊軍」の義』福島民友新聞社 2018/9/22
- 『その名は町野主水』歴史春秋出版 2019
- 『動乱! 江戸城』実業之日本社文庫 2019
- 『その日なぜ信長は本能寺に泊まっていたのか　史談と奇譚』中公新書ラクレ 2020
- 『時代小説傑作選 土方歳三がゆく』集英社文庫 2020
- 『新選組傑作選 誠の旗がゆく』集英社文庫 2020
- 『むさぼらなかった男　渋沢栄一「士魂商才」の人生秘録』文藝春秋 2021
- 『孝明天皇毒殺説の真相に迫る』中央公論新社 2023
- 『史談集 沖田総司は黒猫を見たか』中央公論新社 2024
- 『幸運な男 渋沢栄一人生録』文藝春秋 2024

### 共著・編著等
- 編著『明治を駆けぬけた女たち』ダイナミックセラーズ 1984
- 『江戸の構造改革 パックス・トクガワーナの時代』山内昌之 集英社 2004 、のち「黒船以前 パックス・トクガワーナの時代」中央公論新社
- 『黒船以降 政治家と官僚の条件』山内昌之 中央公論新社 2006  のち文庫
- 松平容頌『武士道の教科書 現代語新訳 日新館童子訓』PHP研究所 2006
- 『名将と参謀 時代を作った男たち』山内昌之　中央公論新社　2010　のち文庫
- 『会津万葉集』三角美冬　歴史春秋出版　2012